# Порфириноген
Порфириноген или каликс[4]пиррол, является восстановленной формой порфина, от которой берут своё начало структурно разнообразные порфирины — промежуточные метаболиты в биосинтезе гема. Не имеет цвета.
Порфириногены которые, представляют собой семейство молекул, полученных путём восстановления порфиринов, лишены флуоресценции. На воздухе легко окисляются с образованием исходных порфиринов — отсюда их название порфириногены то есть «порождающие порфирин».